# Soeste
Soeste er en flod i den tyske delstat Niedersachsen,  og en biflod til Jümme. Den  har sit udspring hvor to småfloder løber sammen i Hesselnfeld og Egterholz, to små bebyggelser i i kommunen Emstek. Den løber mod nordvest gennem Cloppenburg hvor der er nok vand til at den  kan udnyttes i vandmøller. Soeste er opstemmet i en ca. 3 km lang sø ved Thülsfelder Talsperre som byggdes i 1920-erne. Herfra løber den gennem byerne Friesoythe og Barßel, hvor den munder ud i Jümme, som videre løber ud i floden Leda og til  Ems. 